# Oorring

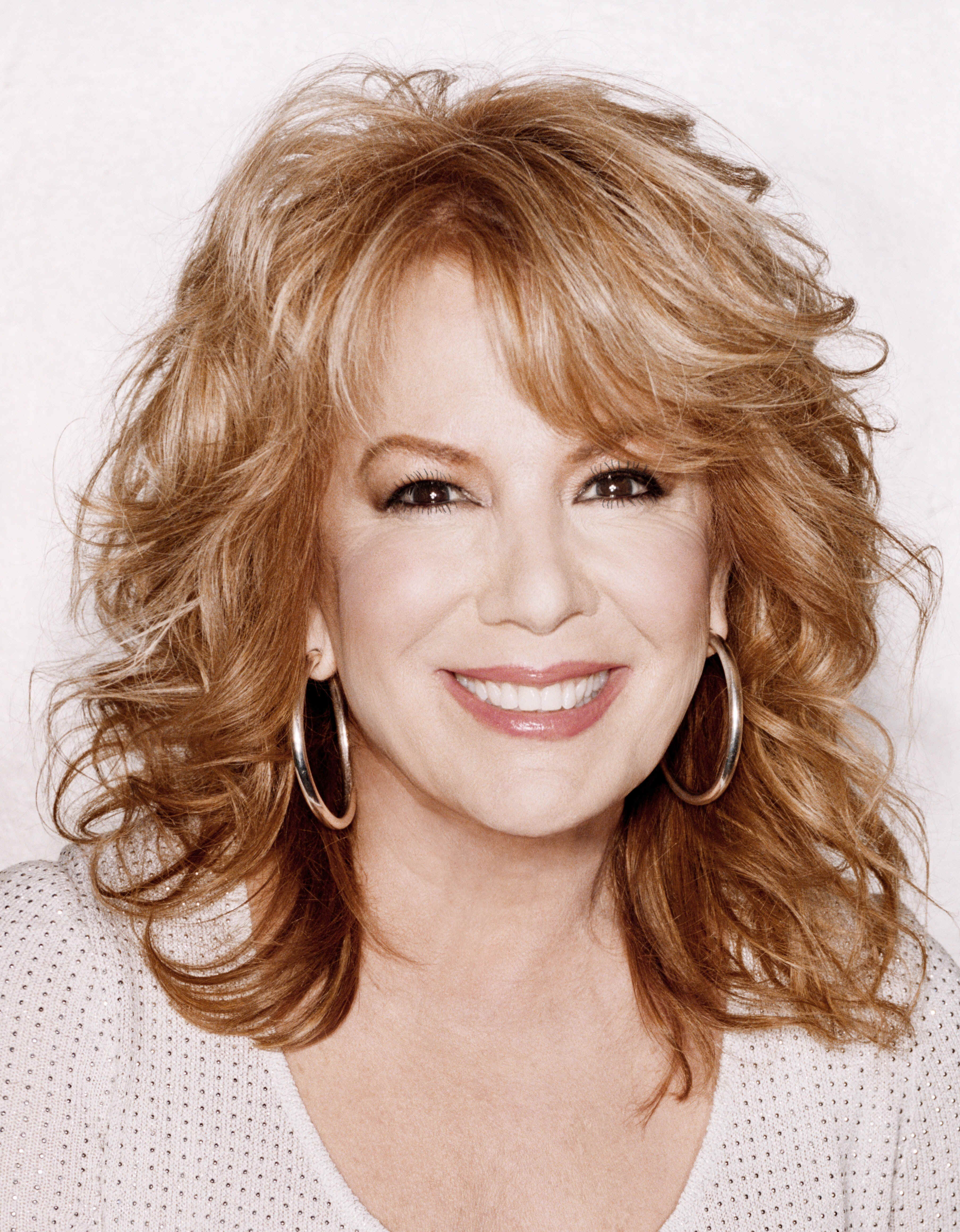
Een vrouw met creolen

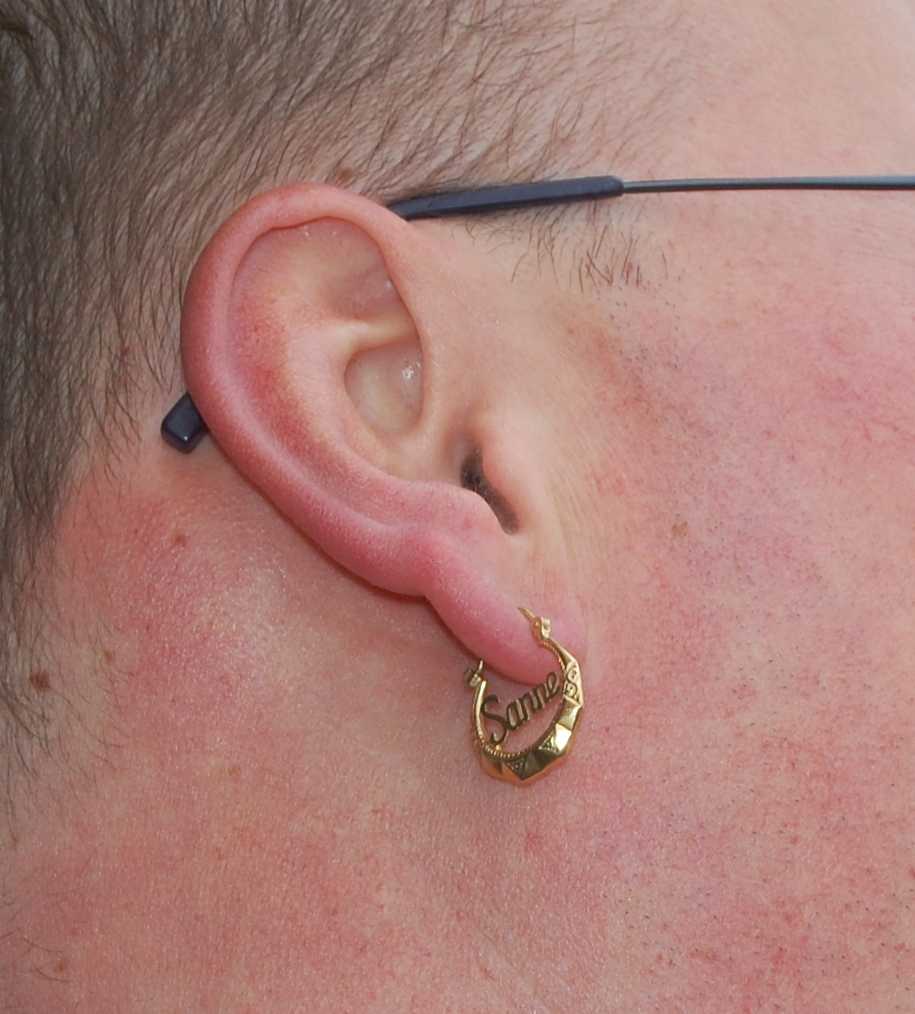
Oorringetje van een Nederlandse visser, 2013

Een oorring (ook creool) is een oorbel in de vorm van een ring. 

## Zeelieden
Het dragen van een gouden oorringetje door zeelieden werd oorspronkelijk als een soort verzekering beschouwd. Als men zou verdrinken en ergens op een onbekende plek zou aanspoelen, zou van de verkoop van de ring de begrafenis bekostigd kunnen worden.  Tegenwoordig worden deze ringen nog steeds gedragen, onder andere door de vissers van het eiland Texel, maar eerder als traditie.

## Creool
Oorbellen in de vorm van grote ringen noemt men creolen, ongeacht de kleuren, het materiaal of de ontwerpen waarin ze zijn vervaardigd. Het zijn juwelen met een sterke symbolische betekenis in de landen van het Caraïbische gebied, waar ze hun oorsprong vinden. Daar staan ze voor kracht, weerbaarheid en identiteit.
Bij Afro-Amerikanen werden gouden oorringen in de jaren zestig populair bij de Black Power-beweging als teken van hun identiteit. Ook in latere jaren werden gouden oorringen bij Amerikaanse minderheden gezien als symbool van hun cultuur.

## Allergische reactie
Vaak associeert men goedkope oorringen met allergische reacties en irritatie. Dit komt meestal door nikkel in het materiaal van de oorring. De meerderheid die een allergische reactie krijgt van oorringen heeft een nikkelallergie.